# Хрисоелефантинна скульптура
Хрисоелефантинна скульптура (грец. χρυσός — золото та грец. ελεφάντινος — слонова кістка у родовому відмінку) — техніка давньогрецького мистецтва, яка передбачала виготовлення скульптур із золота та слонової кістки. Застосовувалась переважно для створення колосальних образів богів. Власне статуя складалася з дерев'яного каркаса, на який прикріплювались пластини зі слонової кістки, що передавали оголене тіло; із листкового золота виконувався одяг, зброя, волосся.

## Давньогрецькі скульптури
В античних джерелах згадується близько 200 хрисоелефантинних статуй. Жодна з цих описаних у літературі скульптур не збереглася, деякі відомі за мармуровими копіями римської доби, зокрема статуя Афіни Парфенос.
Найвідоміші давньогрецькі хрисоелефантинні скульптури:
- Статуя Зевса в Олімпії — одне із семи чудес Стародавнього Світу роботи Фідія;
- Афіна Парфенос, встановлена у головній східній залі Парфенона на Афінському акрополі, роботи Фідія;
- Статуї царів Македонської династії для Філіппейона (святилище, присвячене Філіппу ІІ Македонському) в Олімпії роботи Леохара;
- Статуя Гери в Герайоні Аргосу роботи Поліклета Старшого.

На сучасному етапі археологами знайдено близько 40-50 фрагментів хрисоелефантинних скульптур. Збережені зразки хрисоелефантинної техніки експонуються, зокрема, в Дельфійському археологічному музеї — кілька архаїчних статуй.

## Мистецтво Нового Часу
На зламі 19-20 століть термін «хрисоелефантин» став позначати не тільки поєднання золота і слонової кістки, але також поєднання слонової кістки в комбінації з яким-небудь іншим матеріалом, переважно з бронзою або сріблом. Широке поширення скульптури з бронзи і слонової кістки на початку 20 століття пов'язане з початком імпорту цього матеріалу з бельгійської колонії Конго і зниженням ціни на слонову кістку.
У 1920—1930-ті роки скульптури із бронзи і слонової кістки стали візитною картковою стилю Арт Деко в декоративно-прикладному мистецтві, завоювали широку популярність у Франції, Німеччині та Австрії. Антикварний інтерес до предметів із бронзи і слонової кістки виник в 1970-і роки, а починаючи з 1990-х років ці унікальні вироби стали хітами продажів провідних аукціонів світу.